# Regina Maršíková
Regina Maršíková (Praga, 11 de diciembre de 1958, entonces ČSR) es una ex tenista checoslovaca. 

## Carrera
Como junior, ganó el Abierto de Francia en 1977.
En 1977 Maršikova ganó junto a la estadounidense Pam Teeguarden la competición en los dobles femeninos del Abierto de Francia . Derrotaron a Rayni Fox y Helen Gourlay en tres sets en la final. En el Abierto de Francia, también llegó a las semifinales tres veces seguidas de 1977 a 1979.
En su carrera, ganó un total de cinco títulos individuales y cuatro dobles.
De 1978 a 1986 jugó un total de 17 juegos para el equipo de la Copa de la Federación Checoslovaca . En singles tuvo un puntaje positivo de 5-2, en dobles ganó cinco de sus diez juegos.

## Título de Grand Slam

### Doble
| Año  | Torneo          | Superficie | Pareja         | Oponentes finales                  | Resultado        |
| ---- | --------------- | ---------- | -------------- | ---------------------------------- | ---------------- |
| 1977 | Abierto francés | Arena      | Pam Teeguarden | Rayni Fox Australien Helen Gourlay | 5: 7, 6: 4, 6: 2 |

## Enlaces web
- Perfil oficial de la WTA para Regina Marsikova (en inglés)
- Perfil oficial de la ITF para Regina Maršíková (en inglés)
- Perfil oficial de la Copa Billie Jean King para Regina Maršíková (archivado)
- Regina Maršikova en www.tennis-spielers.com

- Datos: Q459614